# Robertianella
Robertianella är ett släkte av ringmaskar. Robertianella ingår i familjen Polynoidae.
Kladogram enligt Catalogue of Life:
| Robertianella | \| \| Robertianella platychaeta \| \| \| \| \| \| Robertianella synophthalma \| \| \| \| |
|               | \| \| Robertianella platychaeta \| \| \| \| \| \| Robertianella synophthalma \| \| \| \| |
|               | Robertianella platychaeta                                                                |
|               |                                                                                          |
|               | Robertianella synophthalma                                                               |
|               |                                                                                          |